# Jack Scanlon
Jack Scanlon (6 de agosto de 1998 en Canterbury, Kent, Inglaterra) es un actor británico conocido por su actuación en El niño con el pijama de rayas.
En la actualidad reside en Deal con sus padres y su hermano. Estudia en Bigfoot Drama Academy los sábados en su ciudad natal donde recibe clases de canto, danza y artes dramáticas. Entre otras aficiones, es miembro de los scout.
Asistió a las audiciones para El niño con el pijama de rayas donde fue escogido para el papel de Shmuel después de que el director Mark Herman escogiese entre tres posibles candidatos para que actuaran junto a Asa Butterfield en la audición final. De acuerdo con Herman: "Jack y Asa interpretaron muy bien el uno al otro"."
Aunque El niño con el pijama de rayas fue su debut en la gran pantalla, ya había actuado anteriormente en el cortometraje de diez minutos The Eye of the Butterfly (lo cual le permitió ser escogido para el reparto del largometraje) y en un episodio de Peter Serafinowicz Show.
Scanlon también ha interpretado al hermano menor del personaje principal Sean (William Miller) en la miniserie infantil Runaway emitida por BBC One, la cual fue parte de la temporada en CBBC tratando sobre los sin techo.

## Filmografía

### Cine
- El niño con el pijama de rayas (2008)

### Series
- Married Single Other Joe (2010)
- Runaway Dean (2009)
- Peter Serafinowicz Show varios roles (2007)